# Pleopeltis simplex
Pleopeltis simplex là một loài thực vật có mạch trong họ Polypodiaceae. Loài này được (Sw.) Bedd. miêu tả khoa học đầu tiên năm 1883.